# 数字用户线路

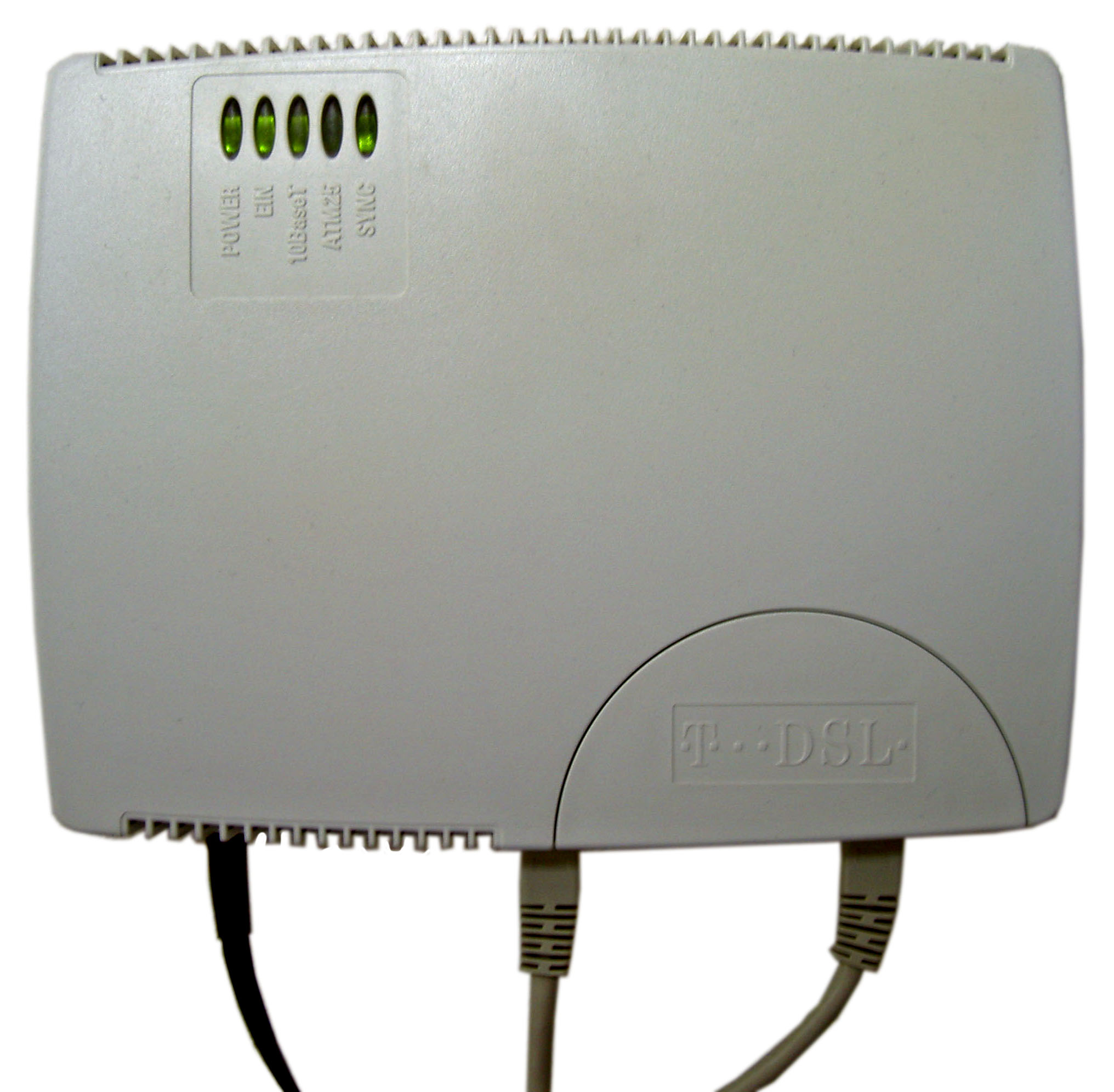
DSL 调制解调器 “宽带猫”

数字用户线路（Digital Subscriber Line）是通过铜线或者本地电话网提供数字连接的一种技术。它的历史要追溯到1988年，贝尔实验室一位工程师设计了一种方法可以让数字信号加载到电话线路未使用频段，这就实现了不影响话音服务的前提下在普通电话线上提供数据通信。但是贝尔的管理层对这个并不热心，因为如果用户安装两条线路会带来更多的利润。这一状况直到1990年代晚期有线电视公司开始推销宽带互联网访问时才得到改善。当意识到大多数用户绝对会放弃安装两条电话线访问互联网，贝尔公司才搬出他们已经讨论了10年的DSL技术，来争夺有线电视网络公司的宽带市场份额。
到2005年，技术是线缆调制解调器向欧洲和北美的家庭用户的提供宽带接入主要竞争对手。

## 工作原理

DSL 與 Dial-Up的比較

电话系统设计之初，主要用来传送话音呼叫，出于经济的考虑，电话系统设计传送频率范围在300Hz到3.4kHz范围的信号（尽管人的话音可以到15kHz，但是这个范围内还是很容易辨别对方的）。
然而本地电话网到最终用户的铜缆实际上可以提供更高的带宽，至少从最低频率到200-800kHz不等，这取决于电路质量和设备的复杂度（一般认为到最终用户分线器之间接头越少越有利于提高带宽，线路传输路过的环境，电子干扰越小越有益于提高线路带宽）。
服务通过利用电话线的附加频段成功克服了在话音频带上传送大量数据的难题（参看香农定理）。
服务通常保留0.3-4kHz这个范围的频段给话音服务，也就是所谓的普通老式电话服务（POTS）使用的频段，使用这个范围以外的频率传送数据。
连接在用户设备调制解调器和电话交换机之间建立，然后交换机通过一些其他的协议与用户真正要连接的（典型的）建立连接。这不同于普通的公共电话网与用户端到端的电话连接 。如果用户到交换机距离超过5.5公里，服务质量会因为干扰急剧下降。

## 设备
用户终端设备是调制解调器。它转换二进制数据到数字电脉冲，使得信号在数字音频流的频段内传输。 
另外如果用户在同一根线路上使用老式电话，还需要加装一个被动电子滤波器（很多叫法，“滤波器”、“微分器”或者“分路器”，可能还有助于改善DSL终端信号抑止回声信号）。这样就能保证调制解调器和电话只接受他们设计使用的信号。如果使用"wires-only"服务，用户可以把滤波器插入一个现有的电话插槽，或者运营商可能安装它。
在交换局端使用数字用户线接入复用设备（DSLAM）将DSL电路上的数据汇聚然后转发到其他的网络。它还能分离出语音部分。

## 协议和配置
很多DSL技术在低水平比特流的ATM层实现，以保证不同的技术能够在相同的链路上实现。
設備通常可以作為橋接器或路由器。在橋接器模式，一组用户的计算机可以方便的连接到一个子网。早期的设备使用服务来分配提供一些配置细节例如网卡的，基于MAC地址的认证或者分配主机名。 后来的设备一般使用（以太网上的PPP）或者（网上的PPP），验证的时候使用用户名和密码，然后使用PPP原理去分配网络配置（地址，子网掩码（子網路遮罩），网关（預設閘道器），等）。

## 技术
可达范围（从电话交换中心到用户的线路长度）与数据速率成反比，例如这样的技术只能提供短距离链路（典型的就是－光纤到路边）。
使用DSL的技术（有时也叫）有：
- （非对称用户数字线）
- HDSL（英语：HDSL）（高速用户数字线）
- RADSL（英语：RADSL）（速率自适应数字用户线路）
- （对称数字用户线路，标准版）
- （超高速用户数字线）
- G.SHDSL（英语：G.SHDSL）（标准替换早期）
- VDSL2（英语：VDSL2）（超高速用户数字线2）

## 参看
- COFDM
- 數字用戶線接入復用設備
- 各國網際網路使用者數目列表
- IDSL（英语：ISDN digital subscriber line）
- ISDN
- 调制解调器